# Wami (fleuve)
Le Wami est un fleuve qui se trouve entièrement dans l'Afrique en Tanzanie dans le Pwani et la région de Morogoro dans l'est de la Tanzanie.

## Géographie
Sa source est localisée dans les montagnes de Kaguru (Kaguru), il coule de l’ouest vers l'est et se jette dans l’Océan Indien à l'est à hauteur de Zanzibar. Mais son bassin versant s’étend de la rivière Kinyasangwe à bien au-delà de Dodoma à la lisière sud des steppes Maasaï. Sa superficie est de 43 946 km2 . C’est seulement après avoir quitté le bassin de la rivière Mkata sur la bordure nord du Parc national de Mikumi qu’elle prend son nom de Wami. En raison de la déforestation et des changements climatiques dans la région en résulte une diminution des eaux de ruissellement. La rivière Wami est la frontière sud du Parc national de Saadani, seul parc national côtier de la Tanzanie. Les coordonnées sont6° 07′ S, 38° 49′ E.

## Hydrologie
Son régime hydrologique est dit Pluvial océanique.

### Hydrométrie
Le débit de la rivière observée sur 30 ans (1954-1984) à Mandera une ville à environ 50 km après sa source. Le débit annuel moyen à Mandera observé au cours de cette période a été de 60,6 m3/s alimenté par une surface d'environ 82 % de la superficie totale du bassin versant de la rivière.
Le flux mensuel moyen de la rivière Wami à la station hydrologique de Mandera (en m3/s)

(Calculé en utilisant les données pour une période de 30 ans, de 1954 à 1984)

## Faune aquatique
Notamment au moins une espèce de poisson de la famille des cichlidae:
- Oreochromis urolepis

## Galerie

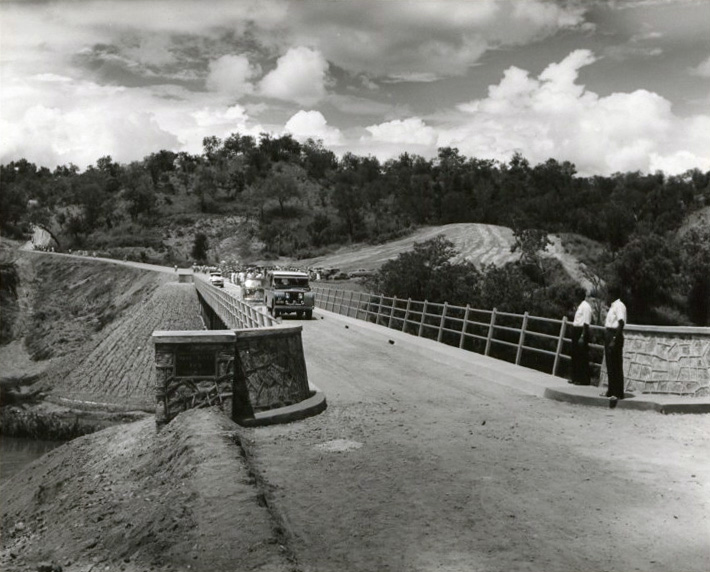
Ouverture du pont de Mandera
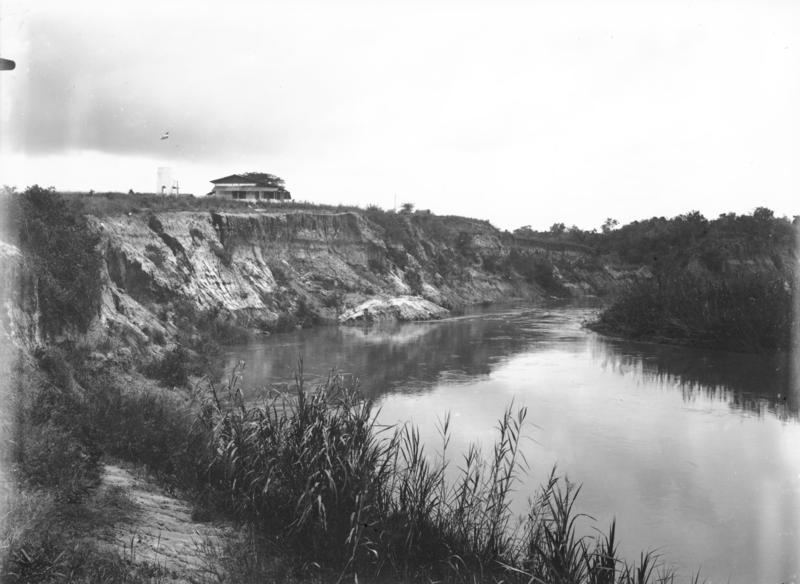
Rivière Wami entre 1906 et 1918 à Kissanke